# 페르시바 발릭파판
페르시바 발릭파판(Persatuan Sepakbola Indonesia Balikpapan)은 인도네시아 동칼리만탄주의 발릭파판에 연고를 둔 프로 축구 클럽이다. 2017 시즌에 리가 1에서 강등된 후 현재는 리가2에 소속되어  있다.
클럽의 별명은 발릭파판의 도시 마스코트에서 따온 베루앙 마두 (태양곰)이다. 1950년에 창단된 클럽은 40,000명을 수용할 수 있는 바타칸 스타디움에서 홈 경기를 치룬다. 미디어에서는 동어 반복이 자주 사용되며 동일한 약어인 페르시바 반툴 등 다른 클럽과 클럽을 구별하기 위해 사용된다. 또 다른 별명은 Selicin Minyak (기름처럼 미끄러운)이다. 왜냐하면 연고지가 인도네시아 석유 및 가스 산업의 중심지이기 때문이다.
홈 경기에서 모두 파란색 유니폼을 입고 경기한다. 클럽의 라이벌은 보르네오 FC와 미트라 쿠카르이며 역시 동칼리만탄주에 연고를 둔 클럽들이다.

## 선수 명단

### 역대
- 김용희(2010 ~ 2011)
- 노토 마사히토(2017)